# Андронов, Михаил Васильевич
Михаил Васильевич Андронов (19 апреля 1966) — советский и российский футболист и игрок в мини-футбол, нападающий.

## Биография
Воспитанник СДЮШОР «Зенит» Ленинград. В 1987 году стал чемпионом Ленинграда в составе команды «Светлана». В 1988—1991 играл за псковский «Машиностроитель» в турнирак КФК и второй лиги. В 1991 году сыграл четыре матча в первой лиге за петербургский «Зенит». Выступления в большом футболе закончил в 1992—1993 годах во второй лиге в составе «Апекса» Гатчина и «Локомотива» СПб.
В 1994—1998 Андронов играл в чемпионате России по мини-футболу за ПСИ Санкт-Петербург, «СПЗ-Рома» Саратов, «Феникс-Локомотив» Челябинск. В 1999 работал тренером МФК «Стройимпульс».